# Lepidochrysops grahami
Lepidochrysops grahami är en fjärilsart som beskrevs av Henry Trimen 1893. Lepidochrysops grahami ingår i släktet Lepidochrysops och familjen juvelvingar. Inga underarter finns listade i Catalogue of Life.